# Regimiento Kastuś Kalinoŭski
El Regimiento Kastuś Kalinoŭski (también conocido simplemente como Połk Kalinoŭskaha o el Regimiento Kalinoŭski, anteriormente el Batallón Kastuś Kalinoŭski) es un grupo de voluntarios bielorrusos, que se formó para defender Ucrania contra la invasión rusa de 2022.
Hasta marzo de 2022, se informó que más de mil bielorrusos solicitaron unirse a la unidad. Según sus propias declaraciones, el batallón no se incorpora a la Legión Internacional de Defensa Territorial de Ucrania para preservar una mayor autonomía. 
La unidad lleva el nombre de Konstanty Kalinowski, quien encabezó un levantamiento en 1863 contra el Imperio Ruso en Bielorrusia.

## Historia

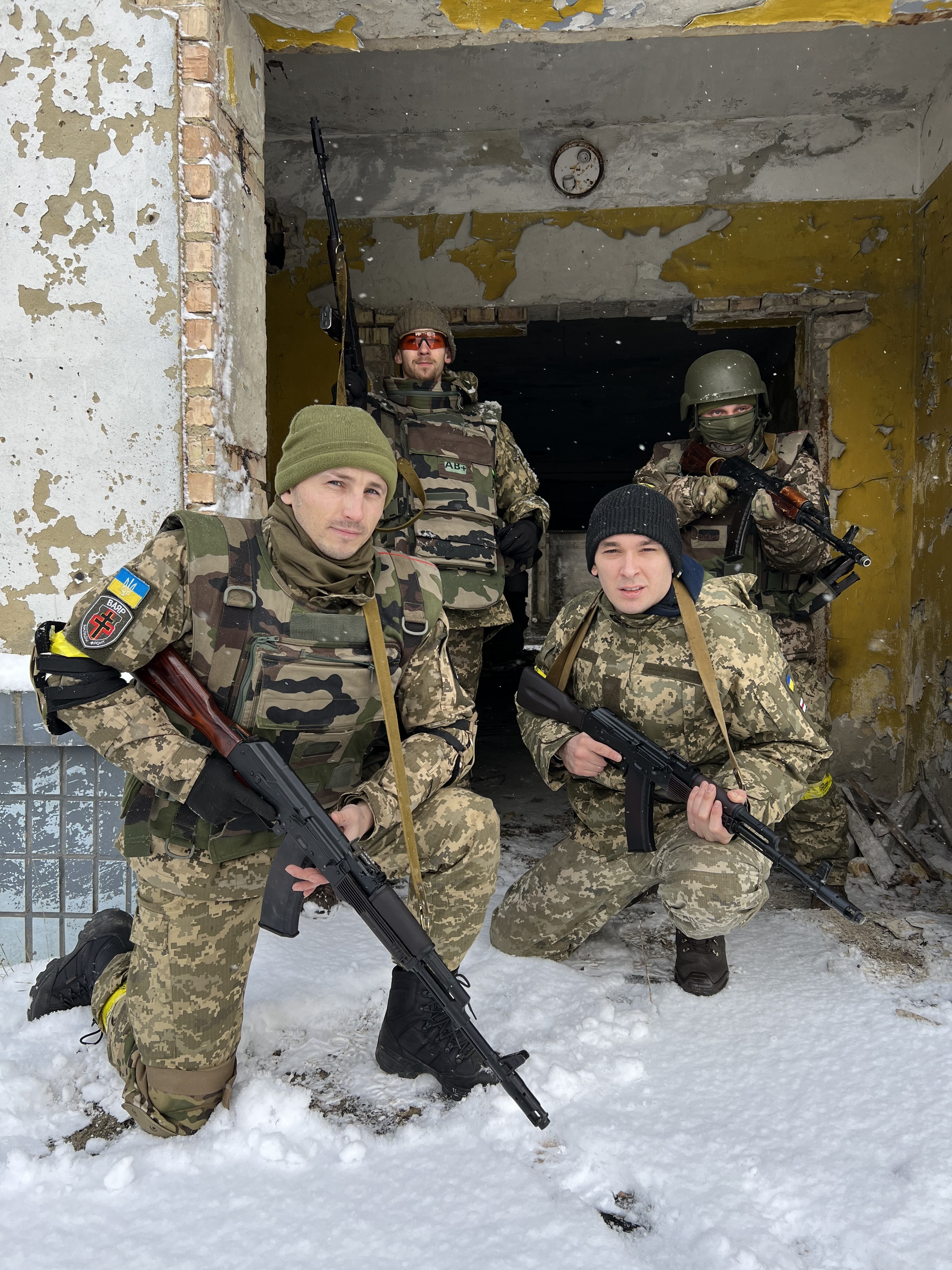
Miembros del regimiento, entre ellos Dzyanis Urbanovich, posando para una foto el 8 de marzo de 2022.

El primer grupo de voluntarios extranjeros en Ucrania durante la guerra ruso-ucraniana fue el destacamento Pahonia, fundado en 2014 durante la guerra del Dombás. Al año siguiente, se formó el grupo táctico "Bielorrusia" que unió a los voluntarios bielorrusos que lucharon en diferentes batallones. El monumento a los bielorrusos que murieron por Ucrania en Kiev está dedicado a los voluntarios bielorrusos que murieron durante la guerra ruso-ucraniana. 
El 9 de marzo de 2022 se anunció la creación del Batallón Kastuś Kalinoŭski. El batallón lleva el nombre de Kastuś Kalinoŭski, una figura bielorrusa del siglo XIX, líder del levantamiento de enero de 1863 contra el Imperio ruso. Se informó que al 5 de marzo de 2022, unos 200 bielorrusos se habían unido al batallón. Su lema es: "Primero Ucrania, luego Bielorrusia", indicando que los voluntarios podrían dar la vuelta un día y volver a marchar para liberar Minsk del régimen de Lukashenko.
El 13 de marzo de 2022, se confirmó que el comandante adjunto del batallón, apodado "Tur" (nombre real Aliaksiej Skoblia), murió en la ofensiva de Kiev cuando su unidad fue emboscada.
Un mes después, el presidente ucraniano Volodímir Zelenski otorgó póstumamente a Skoblia el título de Héroe de Ucrania "por su valor personal y heroísmo en la defensa de la soberanía estatal y la integridad territorial de Ucrania, lealtad al juramento militar".
El batallón ha aparecido en carteles públicos en Kiev para ilustrar los lazos militares entre Ucrania y Bielorrusia.
El 1 de abril de 2022, se informó de que miles de voluntarios (muchos de los cuales eran disidentes que habían sido detenidos tras las protestas ocurridas en Bielorrusia entre 2020 y 2021) habían solicitado ser miembros del batallón, pero que la investigación de antecedentes y el equipamiento de estos voluntarios habían creado un retraso que frenaba su despliegue.
El 16 de mayo de 2022, se informó que un comandante de compañía, identificado como Pavel "Volat", murió durante la guerra en Ucrania. El periódico bielorruso Nasha Niva afirmó que Volat fue el sexto combatiente bielorruso asesinado desde el comienzo de la guerra.
El 21 de mayo de 2022, se anunció que el batallón se convertiría en un regimiento compuesto por dos batallones separados. Esto se presentó como "un paso a la siguiente etapa de construcción de una unidad militar nacional [bielorrusa]" que "toma en cuenta la escala de las tareas que enfrentan los soldados bielorrusos".
El 17 de junio de 2022, se anunció que los voluntarios del Regimiento recibieron las condecoraciones estatales ucranianas "Al mérito en batalla" y "Ucrania sobre todo".
El 25 y 26 de junio de 2022, en Lysychansk, el comandante del batallón Volat, el indicativo Brest, murió en acción y varios otros combatientes bielorrusos fueron capturados o desaparecidos.

## Reacciones
La creación del batallón fue respaldada por la líder de la oposición bielorrusa Sviatlana Tsikhanouskaya, quien señaló que "cada vez más personas de Bielorrusia se unen para ayudar a los ucranianos a defender su país". Entre tanto, el presidente de Bielorrusia, Alexander Lukashenko, aliado del presidente ruso Vladímir Putin, calificó a los voluntarios de "ciudadanos enloquecidos".
El 26 de marzo de 2022, el jefe adjunto del GUBOPiK del Ministerio del Interior de Bielorrusia, Mijaíl Bedunkevich, declaró que se había abierto una causa penal en Bielorrusia contra 50 personas del Batallón Kastuś Kalinoŭski por participar en un conflicto armado en un estado extranjero. En septiembre del mismo año, el Ministerio del Interior de Bielorrusia reconoció los recursos de Internet del regimiento como un grupo extremista.
El 25 de septiembre de 2024, el Tribunal Supremo de Bielorrusia reconoció al Regimiento Kalinovsky como organización terrorista.
En 2025, las autoridades bielorrusas condenaron en ausencia a cinco miembros del Regimiento Kalinoŭski a largas penas de prisión y elevadas multas.